# Mughiphantes armatus
Mughiphantes armatus är en spindelart som först beskrevs av Kulczynski 1905.  Mughiphantes armatus ingår i släktet Mughiphantes och familjen täckvävarspindlar. Inga underarter finns listade i Catalogue of Life.